# نانسی (فیلم)
نانسی (به انگلیسی: Nancy) یک فیلم درام معمایی آمریکایی محصول سال ۲۰۱۸ است. این فیلم توسط کریستینا چوئی ساخته و کارگردانی شده‌است. بازیگرانی چون آندره‌آ ریسبرو، جین اسمیت-کمرون، آن داود، جان لگویزمائو و استیو بوشمی در آن به ایفای نقش پرداخته‌اند. پیش‌نمایش این فیلم در جشنواره فیلم ساندنس در تاریخ ۲۰ ژانویه ۲۰۱۸ برگزار شد. فیلم نانسی در تاریخ ۸ ژوئن ۲۰۱۸ توسط ساموئل گلدوین فیلمز منتشر شد.

## بازیگران
- آندره‌آ ریسبرو در نقش نانسی فریمن
- استیو بوشمی در نقش لئو لینچ
- آن داود در نقش بتی فریمن، مادر نانسی
- جان لگویزمائو در نقش جب
- جین اسمیت-کمرون در نقش الن لینچ، همسر لئو